# New Pokémon Snap
New Pokémon Snap (New ポケモンスナップ Nyū Pokemon Sunappu?) es un videojuego en primera persona con mecánicas basadas en un Matamarcianos. Lanzado el 30 de abril de 2021, fue desarrollado por Bandai Namco Studios y distribuido por Nintendo y The Pokémon Company para Nintendo Switch. Consiste en fotografiar Pokémon mientras el jugador monta sobre un vehículo a raíles. Se trata de la secuela del título de 1999, Pokémon Snap.

## Modo de juego
En New Pokémon Snap, el jugador es un fotógrafo Pokémon, que visita varias islas en la región de Lensis para ayudar en los estudios de investigación del Profesor Espejo y sus asistentes. Tomar fotografías ayuda al jugador a construir un compendio llamado Fotodex; el título presenta más de 200 Pokémon diferentes para que el usuario los retrate. Además de agregar imágenes a la Fotodex, el jugador también ayuda a investigar el fenómeno Lúmini, que produce que los Pokémon y las plantas adquieran un brillo especial.
Para cada expedición de investigación, el usuario viaja en un aerodeslizador sobre rieles, el Neo-One, para fotografiar Pokémon de forma segura en sus entornos naturales. Estos hábitats incluyen selvas, desiertos y playas, que se pueden visitar durante el día o la noche para examinar diferentes tipos de Pokémon. Cada foto que toma el jugador es calificada por el Profesor Espejo en una escala de una a cuatro estrellas, teniendo en cuenta aspectos como la composición de la toma, la cercanía del Pokémon y si está frente a la cámara o no. Los jugadores pueden decidir guardar esas fotos en la Fotodex, que puede contener hasta cuatro imágenes de cada Pokémon (una en cada clasificación). A medida que los usuarios toman fotografías de mayor calidad ganan puntos de expedición, que sirven para mejorar el nivel de investigación de cada área en la región. Los niveles de investigación más altos abrirán más niveles para explorar en esa zona.
Para obtener mejores imágenes, se alienta al jugador a utilizar varias herramientas para generar reacciones de Pokémon que rara vez se ven en la cámara. Para atraer a los Pokémon, los usuarios pueden usar una fruta llamada blanzana, o tocar una melodía que puede provocar que algunos Pokémon bailen. También pueden lanzar un orbe para causar que los Pokémon brillen. Los orbes sirven no solo para ayudar al usuario a tomar imágenes por la noche, sino también para cambiar potencialmente el comportamiento de un Pokémon. Dependiendo de la criatura, el orbe puede ayudar a despertar a los Pokémon dormidas, o incluso a veces animarlos. También es posible encontrar Pokémon ocultos en el área usando la cámara para buscarlos.
Tras la clasificación del profesor Espejo, los jugadores pueden retocar sus fotos usando la función Foto Plus. Esto permite al usuario cambiar parámetros como el zum, el desenfoque o el brillo, así como agregar filtros fotográficos, marcos y pegatinas. Estas imágenes editadas se pueden guardar en un álbum de fotos personal separado de la Fotodex. Los jugadores pueden subir sus tomas en línea para compartirlas con otras personas, quienes a su vez pueden ayudar a que sus fotos favoritas aparezcan en el juego dándoles me gusta.

## Desarrollo
New Pokémon Snap ha sido desarrollado por Bandai Namco Studios y publicado por The Pokémon Company y Nintendo. Se anunció durante la presentación de Pokémon Presents el 17 de junio de 2020 y fue lanzado para Nintendo Switch. El 14 de enero de 2021, Nintendo anunció que el título se lanzaría el 30 de abril de ese año.

## Recepción
New Pokémon Snap recibió críticas positivas en Metacritic.